# C/2024 S1 (ATLAS)
Pour les articles homonymes, voir Comète ATLAS et Atlas.
C/2024 S1 (ATLAS), désignation temporaire A11bP7I, était une comète rasante du groupe de Kreutz découverte par ATLAS-HKO, à Hawaï, le 27 septembre 2024. Elle a atteint son périhélie le 28 octobre 2024 à 0,008 unité astronomique (1,2 million de kilomètres) du Soleil, où elle a été désintégrée.

## Histoire observationnelle

Animation de l'orbite de C/2024 S1 (ATLAS).

La comète a été découverte depuis le volcan Haleakalā, à Hawaï, par l'un des télescopes du réseau Asteroid Terrestrial-impact Last Alert System (ATLAS). Elle avait alors une magnitude apparente de 15,3 et présentait une coma d'environ une demi-minute d'arc de diamètre. La comète avait lors de sa découverte une couleur verdâtre, probablement due à la présence de carbone diatomique. Le 8 octobre, il a été constaté que le noyau de la comète semblait allongé, dépourvue de condensation centrale et globalement plus faible que les jours précédent, indiquant une possible désintégration, de la même manière que la comète C/2019 Y4 (ATLAS) en 2020. C/2024 S1 (ATLAS) était alors située à 0,802 UA du Soleil, ce qui pourrait être suffisant pour que les gaz se vaporisent et, en combinaison avec les forces de marée ou de rotation, aurait pu conduire à la fragmentation du noyau. Cependant, des observations ultérieures à partir du 15 octobre ont montré systématiquement un noyau bien condensé. 
Le 19 octobre, la coma prit une forme triangulaire et mesurerait 2,4 minutes d'arc, la queue mesurant alors 24 minutes d'arc. Le jour suivant, la comète aurait eu une magnitude apparente de 8,2, mais le lendemain, il a été signalé qu'elle était descendue à 10, tandis que la coma et la queue diminuaient en taille, possible signe d'une fragilisation supplémentaire du noyau.
Quelques heures seulement avant d'atteindre le périhélie, la comète s'est définitivement désintégrée. Il était prévu que la comète soit visible dans le ciel du matin avant le périhélie, avec une meilleure visibilité depuis l'hémisphère sud. Au périhélie, si la comète ne s'était pas désintégrée, elle aurait pu atteindre une magnitude de -5 à -7, ce qui est plus brillant que la planète Vénus, et aurait pu ressembler à C/2011 W3 (Lovejoy), une autre comète rasante du groupe de Kreutz.